# Eugeniu Plohotniuc
Eugeniu Plohotniuc (n. 18 august 1953, Băhrinești, Florești, Republica Moldova) este un fizician, pedagog și fost rector al Universității de Stat Alecu Russo din Bălți.

## Studii
- Universitatea de Stat din Chișinău, Facultatea de Fizică (1970-1975);
- Institutul de Radiotehnică și Electronică al AȘ URSS (Moscova), stagiar-cercetător (1981-1982);
- Institutul de Radiotehnică și Electronică al AȘ URSS (Moscova), studii la doctorantură, doctor în fizică și matematică (1982-1986);
- Universitatea Tehnică "Gh. Asachi" (România, Iași), stagiu în domeniul arhitecturii calculatoarelor (1996);
- Universitatea de Stat din Illinois (SUA), stagiu în domeniul administrării procesului de studiu în universitate (2002).

## Funcții
- Laborant al Catedrei Optică și Spectroscopie (Universitatea de Stat, Chișinău) (1974-1975);
- Laborant superior al Catedrei Optică și Spectroscopie (1975-1978);
- Asistent al Catedrei Discipline Tehnice Generale (Institutul Pedagogic "A. Russo", Bălți) (1978-1981);
- Stagiar-cercetător (Institutul de Radiotehnică și Electronică al AȘ URSS, Moscova) (1981-1982);
- Doctorand (Institutul de Radiotehnică și Electronică al AȘ URSS, Moscova) (1982-1986);
- Lector al Catedrei Discipline Tehnice Generale (Institutul Pedagogic "A. Russo", Bălți) (1986-1987);
- Lector superior al Catedrei Discipline Tehnice Generale (1987-1989);
- Conferențiar universitar al Catedrei Discipline Tehnice Generale (Universitatea de Stat "A. Russo", Bălți) (1989-1997);
- Prodecan al Facultății Discipline Tehnice Generale (1990-1994);
- Decan al Facultății Tehnica, Fizica, Matematica și Informatica (Universitatea de Stat "A. Russo", Bălți) (1994-2003);
- Conferențiar universitar al Catedrei Electronica și Informatica (1997-1998);
- Profesor universitar al Catedrei Electronica și Informatica (1998-2003);
- Șeful laboratorului științific “Radiofizica și electronica” (din 1999);
- Expert al Consiliumului Suprem pentru Știința și Cercetări Tehnologice al Guvernului din Republica Moldova (2000–2004);
- Conferențiar universitar al Catedrei Informatica Aplicată și Tehnologii Informaționale (din 2003);
- Șeful catedrei Informatica Aplicată și Tehnologii Informaționale (din 2003);
- Secretar stiințific al Senatului Universității (2005-2007);
- Rector interimar al Universității de Stat "A. Russo" din Bălți (2007).

## Distinctii
- Medalie de aur la al II-lea Salon Internațional al Invențiilor, Cercetării și Transferului Tehnologic (Iași, 1994);
- Medalie de aur la al III-lea Salon Internațional al Invențiilor, Cercetării și Transferului Tehnologic (Iași, 1996);
- Medalie de bronz la al III-lea Salon Internațional al Invențiilor, Cercetării și Transferului Tehnologic (Iași, 1996);
- Diploma de gradul III la Salonul Internațional pentru Tineret "Inventica-Creativitate" (Chișinău, 1996);
- Medalia ,,Henri Coanda” cl.I a Societății inventatorilor români și a Institutului de Inventica a României pentru merite deosebite în creația tehnică (Iași, 1998);
- Diploma de gradul III la Expoziția Internațională specializată "INFOINVENT-99" (Chișinău, 1999);
- Diploma de gradul I la Expoziția-Târg regională specializată (Balti, 2001);
- Ordinul Național „Gloria muncii” (Chișinău, 2006).

## Publicatii
Circa 90 de lucrări stiințifice și stiințifico-metodice; 5 materiale didactice, un manual universitar și o monografie.

## Discipline predate
Radioelectronica, radiofizica, informatica generala, arhitectura calculatorului.